# Patricia Manterola
Bertha Patricia Manterola Carrión (Ciudad de México, 23 de abril de 1972), más conocida como Patricia Manterola, es una cantante, presentadora y actriz mexicana que formó parte del grupo musical Garibaldi.

## Biografía
Su padre es Jorge Manterola Fernández y su madre es María Dolores Carrión. Es la segunda de tres hijos. Su hermano, Jorge, es 11 meses mayor que ella, y su hermana Michelle, que comparte el mismo día de su cumpleaños, es ocho años más joven.
Estudió la primaria en el Colegio "Miguel Ángel", un centro educativo Franco-Español. Estudió después en el Colegio Oxford, de Cuernavaca, donde vivió con su familia por un tiempo. Para la escuela secundaria asistió al Tecnológico de Monterrey, y se graduó en la Ciudad de México, en el Colegio "Miguel Ángel".
Además de sus estudios académicos, estudió danza, canto y música. Fue la voz principal del coro del Instituto: "Miguel Ángel". Desde niña demostró una afinidad con el mundo del espectáculo, participando en varias obras de teatro. A los siete años, formó parte de la comedia musical "Anita, la huerfanita".
Más adelante, a la edad de 12 años, formó parte del festival Juguemos a cantar, junto con su hermano Jorge y dos de sus amigos. Llegaron a la final y terminó grabando un disco recopilatorio, que fue editado para el festival.
Manterola entró muy pronto en el mundo del modelaje, lo que le permitió conocer al productor Luis de Llano Macedo, quien le sugirió presentarse a la audición para el grupo Timbiriche, pero al darse cuenta de su talento fue invitada a formar parte del grupo Garibaldi.
Entró en el grupo Garibaldi, recibiendo el reconocimiento del público y la crítica. Juntos recorrieron toda América Latina, Estados Unidos y Europa, hasta que en 1994, decidió dejarlo todo para comenzar de nuevo en solitario.
En el segundo semestre de 1994, lanzó su primera producción musical como solista, titulada Hambre de amor, de la cual se desprendieron sencillos como «Quiero», «Lo juro» y «Ni caso».
En 1995, protagonizó la telenovela Acapulco, cuerpo y alma, transmitida en 63 países, lo que le sirvió para ganar el premio a la actriz revelación del año. Tras el éxito obtenido por el melodrama producido por José Alberto Castro, Manterola editó su segundo disco de estudio, titulado Niña bonita, del cual se desprendió el primer sencillo del mismo nombre y posteriormente «Hablando con las estrellas» y «Por influjo lunar».
En 1998, regresó a los foros de televisión para protagonizar el melodrama Gente bien, bajo la producción de Lucy Orozco, culebrón del cual se lanzó el soundtrack del mismo nombre, donde Paty interpretó el sencillo «Si tú quisieras», tema de salida del teledrama; también para el año 1998, editó su tercer álbum de estudio, titulado Quiero más, bajo la dirección ejecutiva de Jorge Avendaño Lürs. Este sería el último disco grabado bajo el sello Fonovisa/Melody.
A finales de 1998, se despidió de México con un concierto en el Teatro Metropolitan para trasladarse a Los Ángeles, California, donde estudió inglés a la vez que intentó abrirse un espacio en la meca del cine. Un año más tarde, participó en la serie Ángeles, de Telemundo, versión latina de Los Ángeles de Charlie.
El 17 de abril de 1999, contrajo nupcias con Xavier Ortiz, exmiembro también de Garibaldi. En el terreno profesional actuó en las series televisivas Rey y Reyes y Arli$$, esta última para la cadena HBO. Asimismo formó parte del filme independiente Souvenir.
Un año más tarde, volvió a pisar los sets cinematográficos, al participar en la cinta norteamericana Hazzard in Hollywood y la japonesa The city of lost souls (Hyôryû-gai, también conocida como The city of strangers y The hazard city), del afamado director asiático Takashi Miike. Finalmente, en 2001, interpretó a Allia, en el largometraje Carman: The champion.
En 2002, Manterola regresó a la escena musical, de la mano de BMG US LATIN, con el disco Que el ritmo no pare, bajo la dirección ejecutiva de Adrián Pose. El álbum obtuvo gran éxito en América Latina y Europa, principalmente en España, donde el sencillo del mismo nombre fue utilizado como el tema oficial de la Vuelta Ciclista de ese país, siendo la principal canción del verano, lo que le valió para hacer una exitosa gira en España. Ese mismo año fue nombrada en Chile, por segunda vez, Reina del XLIII Festival de Viña del Mar por la prensa especializada, siendo la única artista en toda la historia del evento en ostentar este título dos veces.
El tema «Que el ritmo no pare», también fue elegido como tema oficial de la transmisión para Latinoamérica de la Copa del Mundo Corea-Japón 2002, y su versión en inglés «The Rhythm», tema oficial de la Fórmula 1: "El Gran premio de Europa". Con este disco Patricia consiguió vender más de medio millón de copias, abriendo puertas en países como Francia, Alemania, Italia y España.
Al igual que su dedicación por su carrera, Patricia siempre ha tenido un gran sentido altruista; por eso organizaciones como PETA, bajo el lema: "Hasta los animales más exóticos merecen vivir en libertad", le obsequiaron el codiciado "Premio Humanitario de PETA", dados los esfuerzos sobresalientes para detener el sufrimiento de los animales. Patricia también ha participado en proyectos como «El último adiós» producido por Emilio Estefan a favor de las víctimas del 11 de septiembre de 2001.
En junio de 2003, sacó a la venta en España su quinta producción discográfica, Déjame volar. En este disco Patricia se estrenó como compositora, con el tema «En libertad», además de incluir dos duetos con el cantante Dj Bobo. Este material estuvo acompañado de una gran gira veraniega con más de 30 conciertos y muchas actuaciones en las principales cadenas televisivas españolas. También en España este mismo verano 2003 salió un maxisingle a la venta con el tema «Foo-Foo», a dueto con la leyenda de la música Carlos Santana.
En 2004, regresó a México para protagonizar la telenovela Apuesta Por Un Amor, dando vida a la enérgica Julia Montaño, "La Potra". Ese mismo año fue nombrada como figura oficial del Festival de Acapulco, uno de los más importantes de América Latina; también para ese año fue elegida por Televisa para ser la imagen oficial de los Juegos Olímpicos de Atenas 2004, además de acompañar a la delegación mexicana a Grecia. Fue la figura principal de los promocionales transmitidos por la multinacional Televisa.
En el verano de ese mismo año, Patricia lanzó en Europa el sencillo «Castígame», acompañado por una gira veraniega de conciertos en España, posicionándose en #1 nacional de Cadena Dial. En noviembre Patricia Manterola fue invitada especial del programa de Oprah Winfrey, emisión televisiva con mayor audiencia en Estados Unidos.
En 2005, fue elegida de nueva cuenta para representar el Festival Acapulco, ahora llamado Acafest. Por otro lado, después de cinco años de casada, se divorció de Javier Ortiz. En una carta conjunta a los medios de comunicación, Manterola y Ortiz comunicaron su separación y pidieron al público respeto a su privacidad durante ese "difícil" momento.
Un año después, Patricia lanzó su CD A mis reinas (un homenaje a las grandes cantantes latinas de los 80), realizando a la par una gira de conciertos por México, Estados Unidos y España. De igual forma tuvo participación especial en el culebrón La fea más bella, al lado de Angélica Vale y Jaime Camil, y al siguiente año participó en el rodaje del largometraje Héctor Lavoe, La verdadera historia.
En 2007, el productor Nicandro Díaz la invitó a participar en el melodrama Destilando amor, donde dio vida a Érika Robledo, una psicóloga que se enamoró del protagonista.
En 2010, se estrenó la película The perfect Game, cinta donde tuvo participación especial interpretando al personaje llamado María. Este mismo año formó parte del elenco de la serie colombiana, 'El cartel 2 - La guerra total', interpretando el papel de Andrea Negrete, alias "La Mera Mera". Andrea es la sobrina del Golfo, uno de los narcotraficantes más poderosos de México. Ese mismo año se casó por segunda vez; en esa ocasión con Forrest Kolb. La ceremonia se llevó a cabo en la Capilla de Nuestra Señora de Guadalupe, en el Parque Ecológico en Cancún, Quintana Roo, México. Así se convirtió en madre en 2011, y a finales de 2013 dio a luz mellizos.
En 2011, fue juez en el programa TTMT (Tengo Talento, Mucho Talento), donde se buscan talentos.

## Filmografía

### Telenovelas
| Año       | Telenovela               | Personaje                 |
| --------- | ------------------------ | ------------------------- |
| 1991      | Alcanzar una estrella II |                           |
| 1995-1996 | Acapulco, cuerpo y alma  | Lorena García             |
| 1997      | Gente bien               | María Figueroa            |
| 2004-2005 | Apuesta por un amor      | Julia Montaño, "La Potra" |
| 2006      | La fea más bella         | Ella misma                |
| 2007      | Destilando amor          | Érika Robledo             |

### Series
| Año       | Serie                              | Personaje                                                                |
| --------- | ---------------------------------- | ------------------------------------------------------------------------ |
| 1989      | Papá soltero                       |                                                                          |
| 1996      | Mujer, casos de la vida real       |                                                                          |
| 1999-2001 | Ángeles                            | Adriana Vega                                                             |
| 2001      | Arli$$                             | Carman Caballo                                                           |
| 2006-2007 | Ugly Betty                         | María Lorenzo                                                            |
| 2010      | Gritos de muerte y libertad        | Mujer Morena                                                             |
| 2010      | El cartel 2 - La guerra total      | Andrea Negrete                                                           |
| 2017-2023 | Renta congelada                    | Delia, "La esotérica" (protagonista temporada 1-4, invitada temporada 5) |
| 2018      | Señora Acero 5                     | Nancy Salas                                                              |
| 2022      | Amor en Navidad: Deliciosa Navidad | Luciana                                                                  |

### Programas
| Año  | Programa                   | Personaje          |
| ---- | -------------------------- | ------------------ |
| 2001 | Great Performances         | Invitada           |
| 2004 | Acapulco fest 2004         | Conductora         |
| 2006 | Premio Lo Nuestro          | Conductora         |
| 2008 | El show de los sueños      | Conductora         |
| 2012 | El show de Patty           | Conductora         |
| 2016 | La Voz Kids                | Conductora         |
| 2017 | Siempre Niños              | Conductora         |
| 2019 | ¿Quién es la máscara?      | "Lechuza"          |
| 2019 | The World's Best           | Juez Internacional |
| 2023 | Casados a primera vista    | Conductora         |
| 2023 | Secretos de las indomables | Ella misma         |

### Cine
| Año  | Película                                                                        | Personaje |
| ---- | ------------------------------------------------------------------------------- | --------- |
| 1993 | Donde quedó la bolita                                                           | Paty      |
| 2000 | The City of Lost Souls                                                          | Lucía     |
| 2000 | The Dukes of Hazzard                                                            | Gabriela  |
| 2001 | Carman: The Champion                                                            | Allia     |
| 2007 | Mi novia está de madre                                                          | Virginia  |
| 2009 | El juego perfecto                                                               | María     |
| 2011 | The King Hector Lavoe                                                           | Carmen    |
| 2017 | La Nación de las Mariposas Archivado el 16 de junio de 2021 en Wayback Machine. | Camelia   |

### Teatro
| Año  | Obra                   |
| ---- | ---------------------- |
| 1979 | Anita, la huerfanita   |
| 1998 | Una pareja en aprietos |
| 2019 | Divinas                |

### Comerciales
| Año       | Comercial           |
| --------- | ------------------- |
| 1987      | Vanity Fair         |
| 1995-1997 | PepsiCo             |
| 1997-2002 | Andrea              |
| 1998      | Marvyn´s California |
| 2001      | Miller Lite         |
| 2003      | Dr. Pepper          |
| 2003      | Bally Total Fitness |
| 2005      | Head & Shoulders    |
| 2006      | Maseca              |
| 2007      | Stop                |

## Discografía
| Año  | Álbum                   |
| ---- | ----------------------- |
| 1982 | Juguemos a cantar       |
| 1994 | Hambre de amor          |
| 1995 | Acapulco, cuerpo y alma |
| 1996 | Niña bonita             |
| 1997 | Gente Bien              |
| 1998 | Quiero más              |
| 2002 | Que el ritmo no pare    |
| 2003 | Déjame Volar            |
| 2006 | Vamos a bailar          |
| 2007 | A mis reinas            |
| 2008 | Mi novia está de madre  |
| 2009 | Ya terminé              |

## Premios y nominaciones

### Premios TVyNovelas
| Año  | Categoría                 | Telenovela              | Resultado |
| ---- | ------------------------- | ----------------------- | --------- |
| 1996 | Mejor revelación femenina | Acapulco, cuerpo y alma | Nominada  |
| 1996 | Lanzamiento femenino      | Acapulco, cuerpo y alma | Ganadora  |
| 2005 | Mejor actriz protagónica  | Apuesta por un amor     | Nominada  |

### Premios El Heraldo de México1996
| Año  | Categoría                | Telenovela              | Resultado |
| ---- | ------------------------ | ----------------------- | --------- |
| 1996 | Mejor revelación del año | Acapulco, cuerpo y alma | Nominada  |